# Зграда Општинског суда у Пироту
Зграда Општинског суда у Пироту је споменик културе у Пироту. У овој згради данас функционишу Виши суд, Основни суд и Прекршајни суд.
Подигнута је у периоду између 1910. и 1912. године према наменском пројекту инжењера Александра Јанковића. Налази се на углу између улица Српских владара и Драгољуба Миленковића. 

## Изглед
Истакнути део фасаде је наглашен висином и архитектонском обрадом. Уочљиви су стилови неокласицистичког, неоренесансног и необарокног компоновања. Изнад главног улаза су постављени централни прозори свечане дворане на спрату који се величином разликују од класично обрађених прозора на осталом делу зграде. Лево и десно од централних прозора су постављени медаљони са хералдичким ознакама. 
На фасади бочних крила примењена је карактеристична  хоризонтална подела на постамент, рустично обрађено приземље, профилисаним хоризонталним венцем одвојен спрат и избачен кровни венац дуж целе зграде. 
Наглашену хоризонталност зграде употпуњују хоризонталне спојнице на зидном платну приземља, хоризонтална архитравна трака која прати пружање кровног венца са декоративним апликацијама у зони натпрозорних греда и једнолични ритам прозорских отвора у приземљу и на спрату.